# Lost Boys: The Tribe
Lost Boys: The Tribe (br: Garotos Perdidos 2: A Tribo) é um filme de terror de 2008 dirigido por PJ Pesce. Serve como uma sequência autônoma do filme de 1987, The Lost Boys. É estrelado por Tad Hilgenbrink, Angus Sutherland, Autumn Reeser e Corey Feldman. Foi produzido e distribuído pela Warner Bros..
O filme é seguido por uma sequência, Lost Boys: The Thirst de 2010.

## Sinopse
Chris Emerson, um jovem ex-surfista profissional, e sua irmã mais nova Nicole se mudam para Luna Bay, para viver em uma casa de propriedade de sua tia Jillian após a morte de seus pais. Eles vão a uma festa a convite de Shane Powers e Nicole se envolve com ele. Shane é o líder de uma tribo de vampiros sanguinários. Após saber que Nicole bebeu o sangue de Shane, Chris procura o experiente caçador de vampiros Edgar Frog para ajudar a evitar que sua irmã Nicole, até então meio-vampira, se torne uma criatura da noite para sempre, evitando que ela se alimente de sua primeira vítima. Edgar instrui Chris a entrar no círculo da tribo, se tornar um deles e então trai-los no último momento para que então os dois possam localizar o ninho dos mortos-vivos e salvar Nicole.

## Elenco
- Tad Hilgenbrink como Chris Emerson
- Angus Sutherland como Shane Powers
- Autumn Reeser como Nicole Emerson
- Corey Feldman como Edgar Frog
- Gabrielle Rose como Tia Jillian
- Shaun Sipos como Kyle
- Merwin Mondesir como Erik
- Kyle Cassie como Jon
- Moneca Delain como Lisa
- Greyston Holt como Evan Monroe
- Tom Savini como David Van Etten
- Daryl Shuttleworth como McGraw
- Sarah Smyth como Hayden
- Alexander Calvert como Grom
- Corey Haim como Sam Emerson (durante os créditos finais)
- Jamison Newlander como Alan Frog (cenas excluídas)

## Desenvolvimento
Os planos para uma sequência de The Lost Boys estavam em vários estágios de desenvolvimento desde o lançamento do filme original de 1987, embora tenha sido adiado por vários anos. O diretor do filme original, Joel Schumacher, queria fazer uma sequência chamada The Lost Girls antes do anúncio de The Tribe, um filme no qual ele não tinha participação e não acreditava que deveria ser feito. Além disso, um script chamado Lost Boys: Devil May Cry também foi considerado.

### Script
Hans Rodionoff escreveu originalmente um roteiro sobre lobisomens surfistas intitulado The Tribe, que foi rejeitado por alguns estúdios de Hollywood, incluindo a Warner Bros., por sua semelhança com The Lost Boys de 1987. Os executivos do estúdio Warner Bros. mudaram de ideia quando decidiram por uma sequência de The Lost Boys, que então persuadiu Rodionoff a reciclar o roteiro com lobisomens e alterar para vampiros. Rodionoff acrescentou seu ponto de vista sobre a ideia de transformar lobisomens do roteiro original em vampiros. Segundo ele: "na mitologia dos vampiros, tais criaturas não deveriam ser capazes de atravessar água corrente" sendo uma desconexão lógica a ideia de se ter vampiros surfistas. Mesmo assim, Lost Boys: The Tribe começou a ser desenvolvido no início de 2007 e começou a ser filmado em Vancouver em agosto. Havia rumores de que as locações do filme também incluíam San Diego.

## Música
A trilha sonora com canções de vários artistas foi lançada pela Adrenaline Records em 22 julho de 2008. O álbum inclui uma versão cover da banda Aiden de "Cry Little Sister", famosa trilha sonora de vampiros, por ter feito sucesso na primeira produção de The Lost Boys de 1987.